# Plemetina
Plemetin en albanais et Plemetina en serbe latin (en serbe cyrillique : Племетина) est une localité du Kosovo située dans la commune/municipalité d'Obiliq/Obilić, district de Pristina (Kosovo) ou district de Kosovo (Serbie). Selon le recensement kosovar de 2011, elle compte 1 381 habitants.

## Démographie

### Évolution historique de la population dans la localité
| 1948 | 1953 | 1961 | 1971  | 1981  | 1991  | 2011  |
| ---- | ---- | ---- | ----- | ----- | ----- | ----- |
| 656  | 754  | 929  | 1 203 | 1 593 | 1 840 | 1 381 |

|  |

### Répartition de la population par nationalités (2011)
En 2011, les Roms représentaient 44,82 % de la population, les Albanais 30,92 % et les Ashkalis 20,64 %.